# JR東日本EV-E801系電車
EV-E801系電車（EV-E801けいでんしゃ）は、東日本旅客鉄道（JR東日本）の交流用一般形蓄電池駆動電車。愛称は「ACCUM」（アキュム）。

## 概要
JR東日本は、直流用蓄電池駆動電車であるEV-E301系を2014年（平成26年）に営業用として烏山線に投入しているが、今後、交流電化線区において走行可能な蓄電池駆動電車とは異なる蓄電池駆動システムの技術的検証や寒冷地などでの蓄電池性能の評価や検証を行い、今後の蓄電池駆動電車の発展に向けた可能性を検証していくため、すでに交流電化線区において実用化されている九州旅客鉄道（JR九州）のBEC819系電車（DENCHA）をベースに50 Hz対応化や耐寒耐雪仕様などのカスタマイズを行った2両1編成を新造して、2017年3月から奥羽本線と男鹿線で営業運転に投入したものである。EV-E301系と同じく、蓄電池を意味する「accumulator」から取られた「ACCUM」（アキュム）の愛称を持つ。
製造はBEC819系と同じく、日立製作所笠戸事業所が担当したが、JR東日本の一般形電車が日立製作所で製造されるのは、215系以来24年ぶりである。

## 構造

### 車体
片側3扉の拡幅車体で、構体構造は日立製作所のA-trainに準拠したアルミニウム合金製のダブルスキン構体としており、アルミ型材をFSW（摩擦攪拌接合）により接合した一般構体部とアルミ型材と板材で構成された前頭構体部で構成されている。床構造を厚くして床を耐寒構造としており、客室内の床面高さは、レール面上から1,135 mmとしている。先頭車前面の下部には、雪かき付きの排障器が取り付けられており、そのほかの設備として、EV-E801形の連結側の車端側面部と先頭車前面上部にJR九州車と同じくLED式のバス用大型行先表示器、客室扉の室内側と外側の横に半自動ドアスイッチ、側面部の上部に車外スピーカー、ワンマン運転時に使用される出入口表示器を、対応する外側の客室扉の横に設置している。
デザインは、男鹿地方の重要無形民俗文化財である「なまはげ」をイメージしており、2両編成のEV-E801形の車体色をなまはげの赤面（ジジナマハゲ）を表現した赤色とし、EV-E800形の車体色をなまはげの青面（ババナマハゲ）を表現した青色としている。車体側面の運転室寄りの客室扉の戸袋部分には、なまはげの顔イラストを配置しており、先頭車前面の向かって左側の前面窓の下部と車体側面の連結側の車端部に「ACCUM」の三角形のシンボルマークとロゴを配置している。
正面形状では、BEC819系では運転台窓下にあった前照灯・尾灯が行先表示器の左右に配置する形に変更されている。先頭車前面には貫通扉が設置されており、貫通幌は第1編成は準備工事にとどまっていたが、2021年のダイヤ改正に向けて投入された第2編成以降は装着した状態で登場している。
形式は男鹿方の制御電動車がEV-E801形、秋田方の制御車がEV-E800形となっており、2両編成で運転される。

### 車内
通勤通学時での混雑緩和策として、一人当たりの座席幅が460 mmの10人掛けのロングシートを各車に4ヵ所に配置しており、表皮は車窓を流れる沿線風景や「なまはげ」の衣装から連想されるデザインとしている。天井と壁の化粧板は白を基調とし、ガラス製の座席袖仕切と妻引戸を採用して、明るく開放感のある広々とした移動空間としている。側窓はBEC819系の大型一枚窓を分割した降下窓と固定窓の組み合わせとしており、光線透過率が低いガラスを採用している。妻引戸には耐熱合わせガラスを採用しており、ばね式の水平式戸閉装置により、開扉後は自然に閉まる構造としている。
EV-E801形の3･4位側には機械室、EV-E800形の3位側には車椅子対応の大型トイレと4位側には機器室と車椅子・ベビーカースペースを設けており（両者とも連結面側）、機器室には空調制御器・緊急用のはしご・中間連結器などが納められている。また、機器室の妻面側には、異常時において乗務員との間で通話可能な非常通話装置と17インチの車内情報表示器を設置しており、後者は主回路での電気の流れや各機器の電力の使用状態をアニメーションで表示する、また車椅子・ベビーカースペースと座席の優先席がある床面は、識別できるようにピンク色になっている。
車端部側の客室扉にはワンマン運転時において使用される整理券発行器が設置されていたが、都市型ワンマン運転が開始された2021年以降は撤去されている。
各客室扉の鴨居部にドアチャイムと開閉予告灯を設置している。
天井に配置された車内の照明にはトイレを含めてLED照明を使用しており、明るい車内としている。

#### 乗務員室
運転室は貫通タイプの半室運転台としたユニット構造としており、側面に運転時での視認性向上のために、固定式の小窓が設置されている。運転室背面にはドアの開閉方向や行先・次駅などを表示する車内案内表示器兼用の運賃表示器が設けられている。ワンマン運転では、運賃箱を中央側に引き出して使用していたが、都市型ワンマン運転が開始された2021年以降は撤去されている。
主幹制御器は左手操作形のワンハンドル式であり、その右側には車両の機器状態表示やサービス機器を操作できるSynaptraのモニター表示器が設置されている。
蓄電池残容量の表示機能や電化・非電化切り替えなどを通知する機器として、日立製作所製の車両情報制御装置「Synaptra」を採用している。車両間の伝送路にはイーサネットケーブルを使用しており、伝送速度は100 Mbpsを有する。

表示機能として車両状態表示、故障情報表示、蓄電池情報表示、走行可能距離表示機能、記録機能として運転状況記録、蓄電池情報記録、故障記録機能、通知機能として架線認識の通知機能などを備えている。

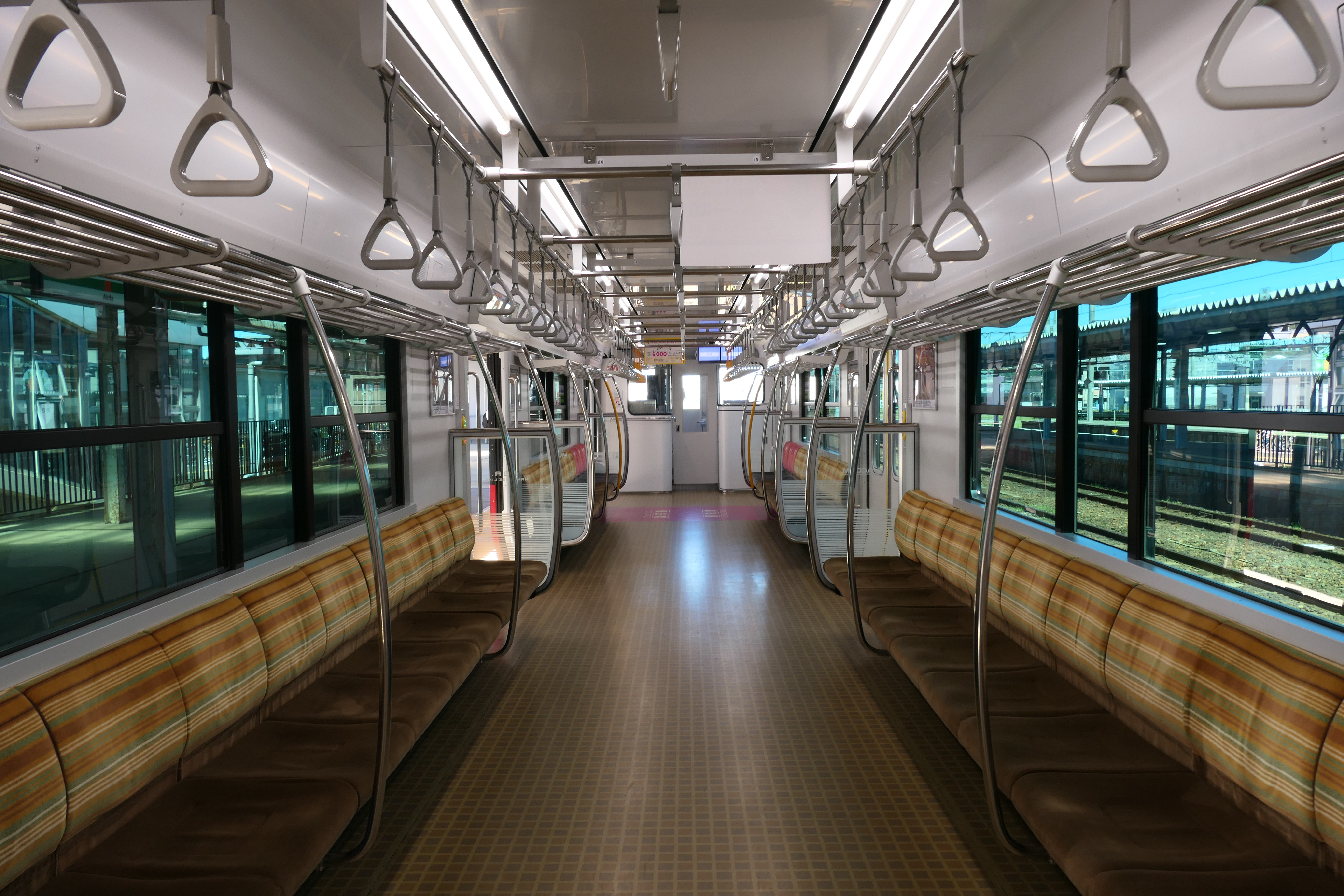
車内
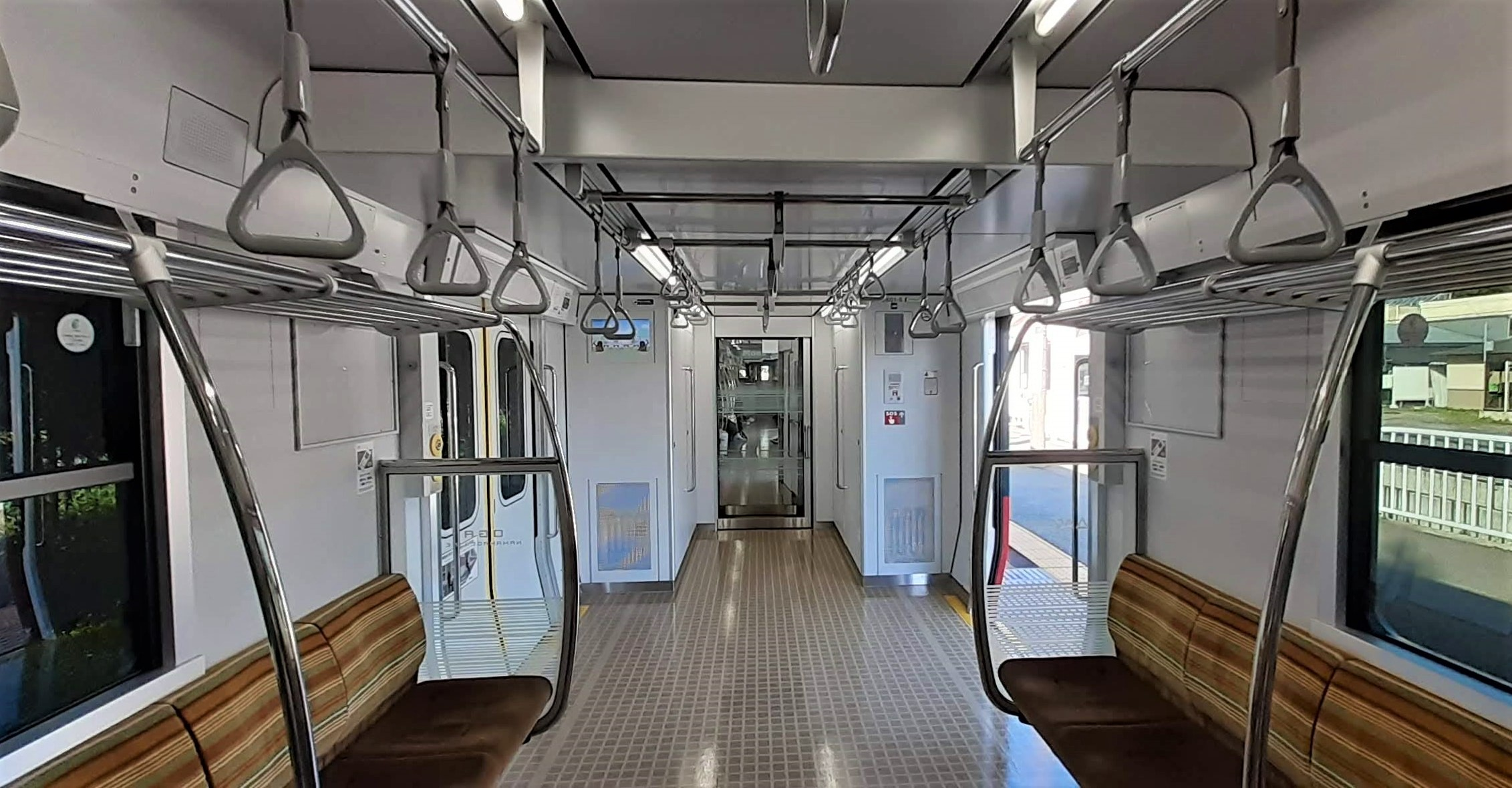
低屋根構造となっている車内
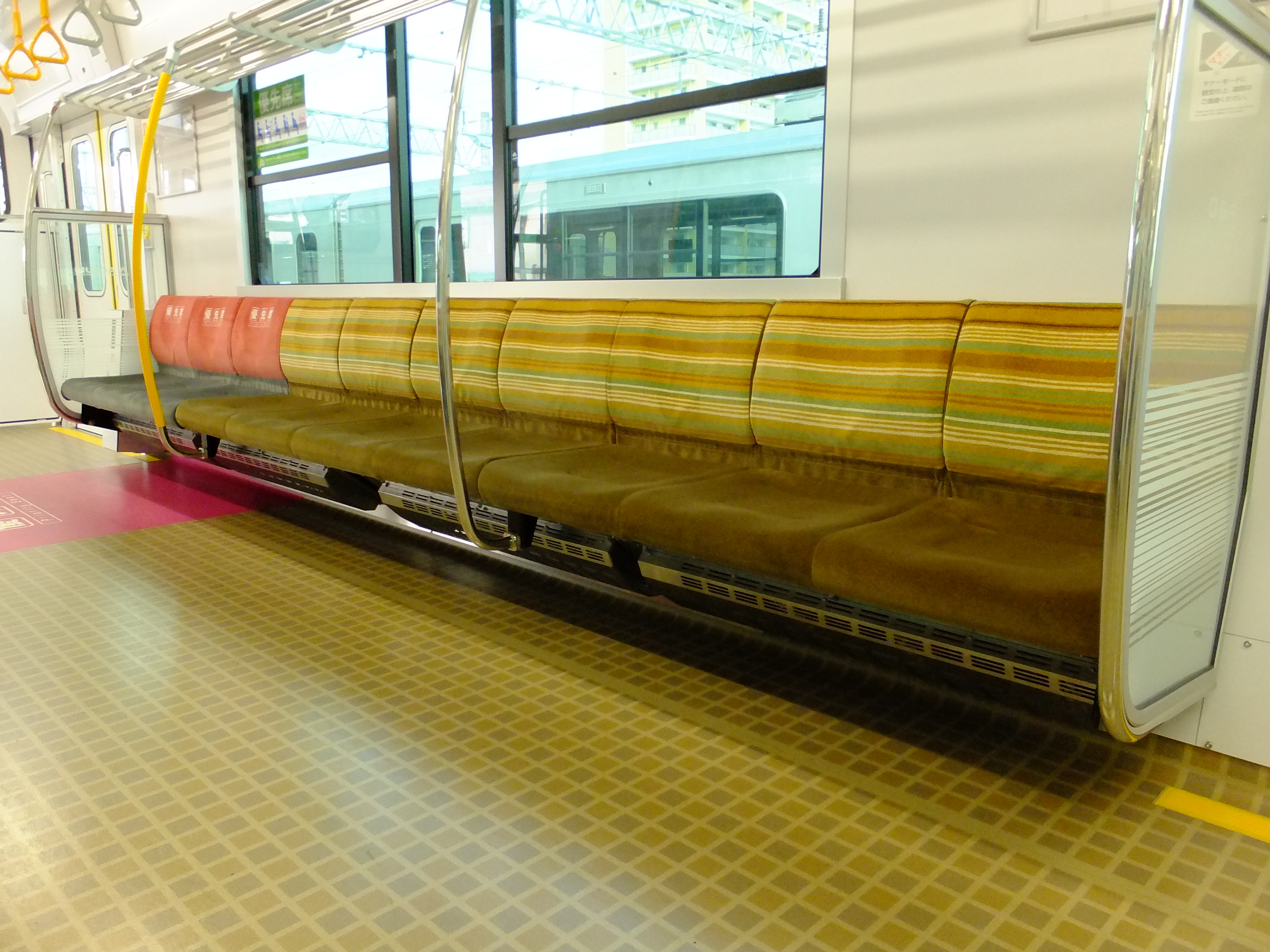
座席
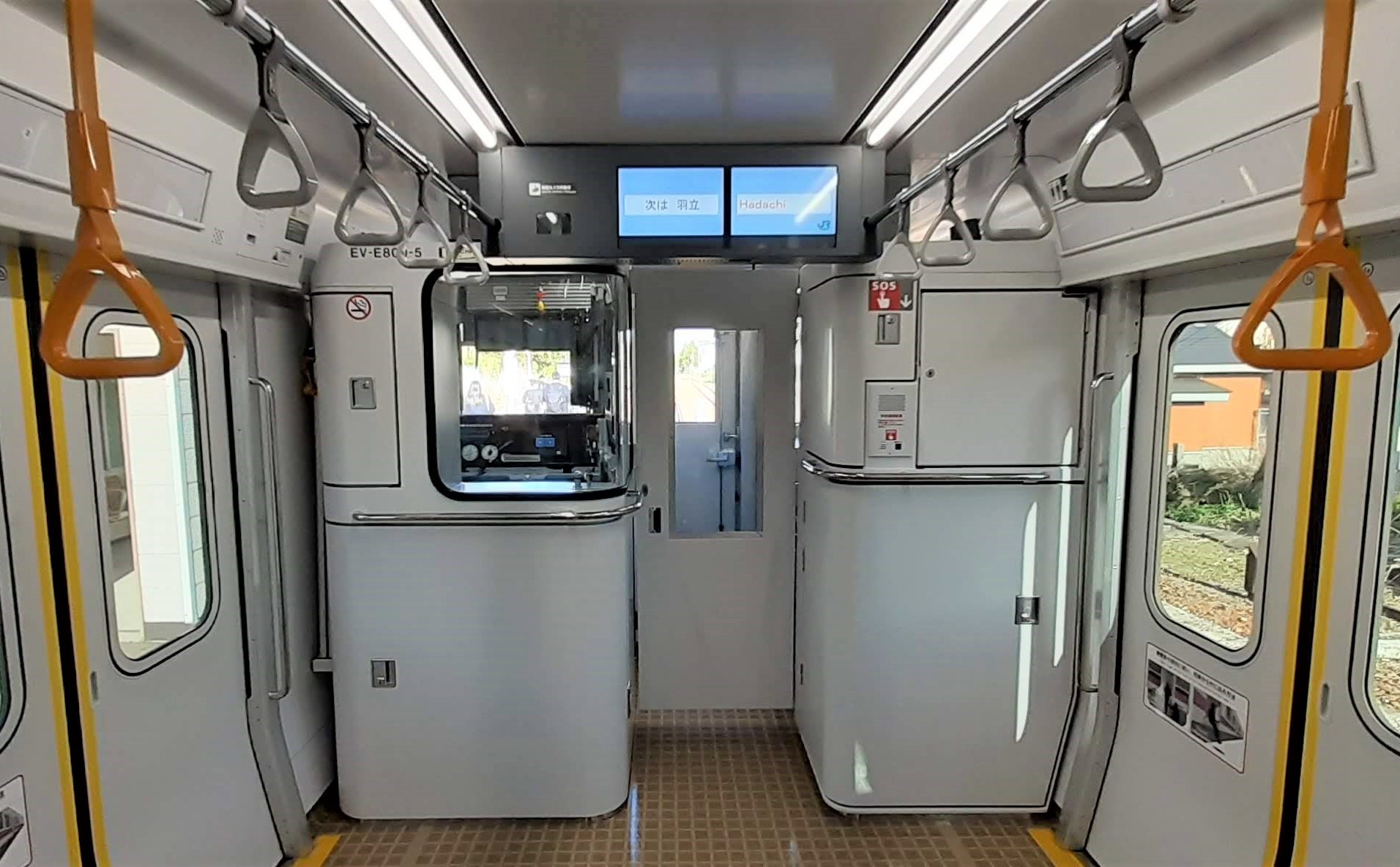
半室構造の運転室
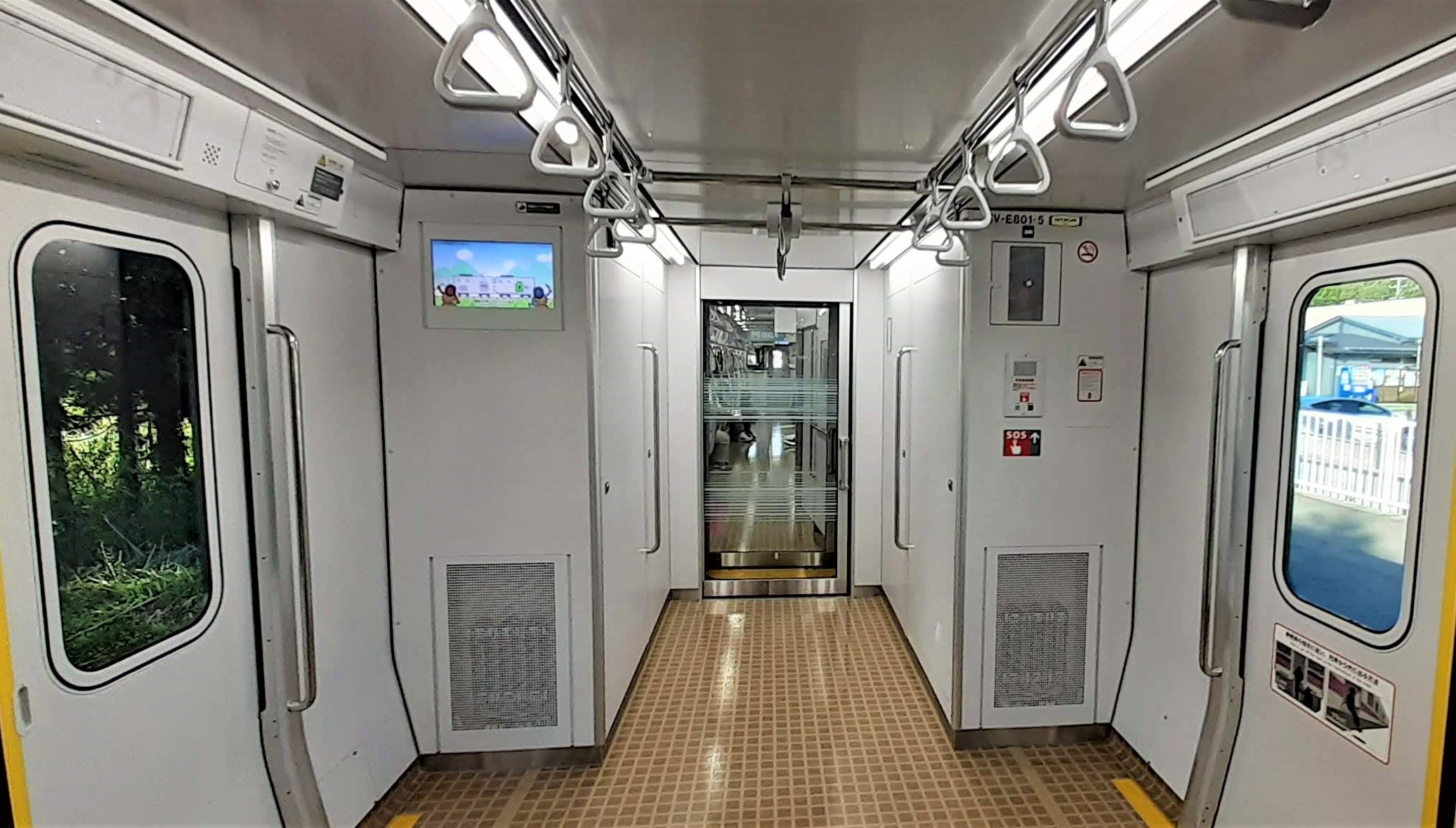
EV-E801形の3･4位側の機械室と左側の壁面に設置されている17インチの車内情報表示器
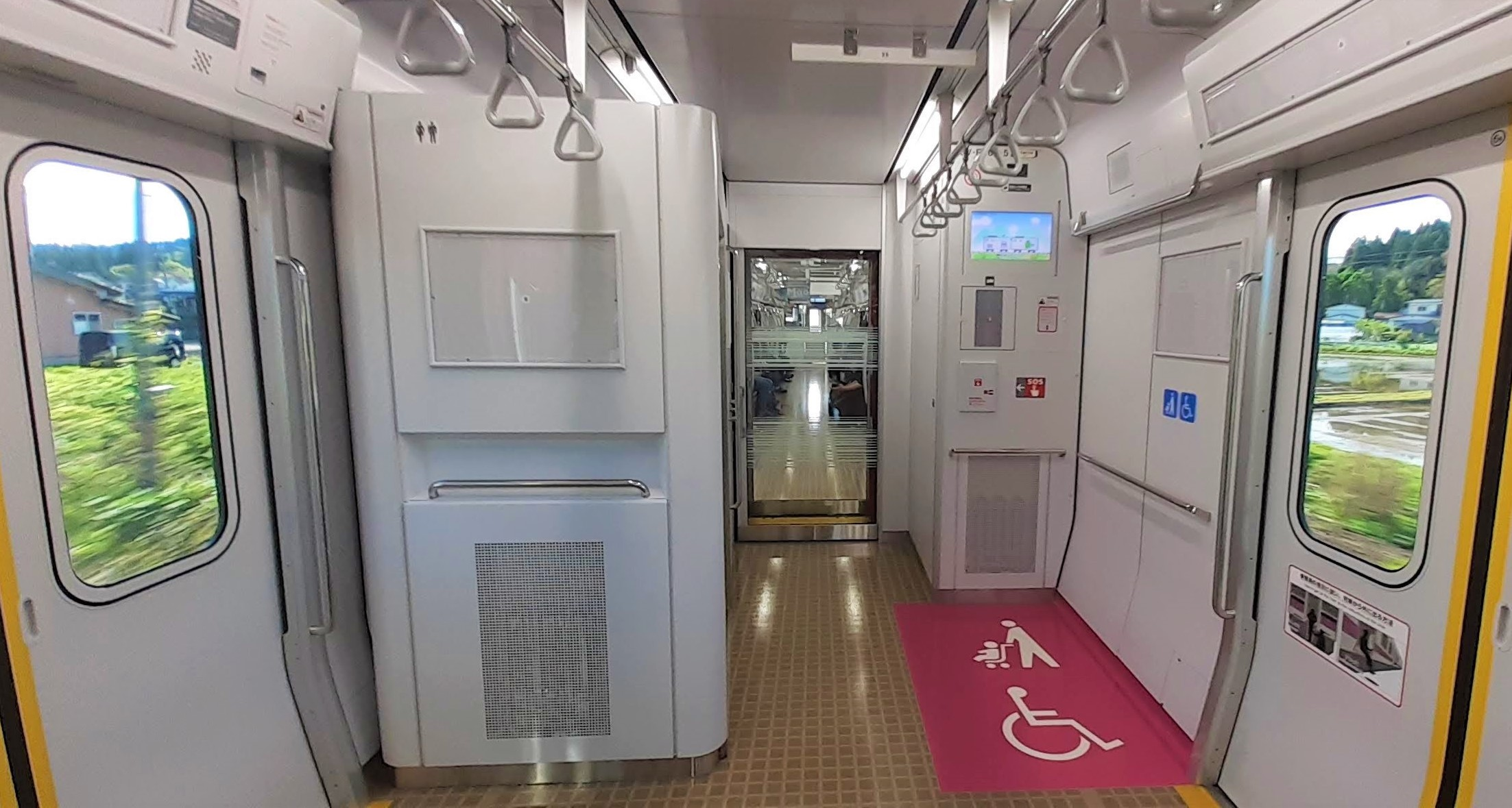
EV-E800の3位側（連結面側）にある車椅子対応の大型トイレ（左）非常通話装置と17インチの車内情報表示器（奥）と車椅子・ベビーカースペース（手前）

### 主要機器
制御方式は交流回生ブレーキ付きの主変換装置（PWMコンバータ+VVVFインバータ）を搭載したインバータ方式を採用しており、形式はCI 26形としている。主回路はBEC819系と同じ構成としている。
主回路用蓄電池はリチウムイオン電池（日立化成製のCH75-6形）を72個直列に接続されたモジュールを3並列とした構成としており、モジュール自体を1つの主回路用蓄電池箱にまとめて、それを3つ床下に搭載した「3バンク」の構成としてTc車のEV-E800形の床下に搭載しており、主回路用蓄電池の総容量は、定格電圧1598 V、定格容量360 kWhとなっている。このCH75形蓄電池は-20度下においても充放電が可能なものであり、蓄電池箱には保温機能等は特に設けていない。なお、JR形式はMB4形としている。
主回路用蓄電池がEV-E800形の床下のスペースを占めてしまうため、Mc車のEV-E801形に主回路関連機器である集電装置・主変換装置・交流遮断機・交流避雷器・主変圧器や補助電源装置と電動空気圧縮機を集約している。EV-E301系と同じく架線認識装置を搭載しており、急速充電中のパンタグラフの上昇下降の制限と起動防止、非電化区間でのパンタグラフ上昇の防止と上昇のままの進入防止、架線の条件に合わせた集電電流値の制御を、車両自体が在線している場所の架線状態を自動的に認識して行うようになっている。主回路・補助電源機器箱は寒冷地仕様として、機器箱の板厚増加、点検カバー部のダブルパッキン構造化など耐寒耐雪仕様となっている。
補助電源装置は静止形インバータを採用しており、形式はSC117形としている。電化区間では主回路のPWMコンバータで変換された直流の電力、非電化区間では主回路用蓄電池からの直流の電力を使用して三相交流440 V・73 kVA、単相100 V・8 kVA、直流100 V・8 kWを出力している。
電動空気圧縮機はメンテナンスの省力化を図るため、吐出量が約990 L/minのオイルフリーコンプレッサを採用しており、形式はMH3137-C1000F形としている。
主電動機は保守性の向上と塵埃の浸入を防止を図るため、電動機内部を外気から遮断した全閉形外扇方式のかご形三相誘導電動機のMT80形（出力95 kW/個×4）を採用しており、車体側に設置される冷却用の風道が不要となるため、メンテナンスの省力化が図られている。
空調装置は屋根上に集中式の48.84 kW（42,000 kcal/h）のAU740形を搭載しており、寒冷地を走行するため、6 kWのヒータを内蔵している。これは、暖房時では、座席下と妻面部（車端部）にある暖房装置で行うが、車内温度と設定温度の差が大きくなると、内蔵されたヒータが作動するシステムとなっている。
制御電動車のEV-E801形の屋根上には、PS110形シングルアーム式パンタグラフを1台搭載しており、圧縮空気により上昇してばねの力により降下する方式としている。EV-E301形はパンタグラフを2台搭載していたが、電流量の違いにより1台としている。また、一部の部品を701系と同一としている。
台車は205系や211系で使用している円錐積層ゴム軸箱支持方式の空気ばねボルスタレス台車を採用しており、動力台車はDT85形、付随台車はTR268形である。床面高さを低減させるため、車輪の直径を810 mmとしている。基礎ブレーキ装置は両者とも踏面片押し式のユニットブレーキであり、制輪子（ブレーキシュー）には雪噛みに強い焼結合金タイプを使用している。また、EV-E801形とEV-E800形の前位台車にはスノープラウと車輪の滑走防止用のセラミック噴射装置を取付けており、EV-E800形の前位台車にはさらに軸端接地装置を装備している。

## 運用

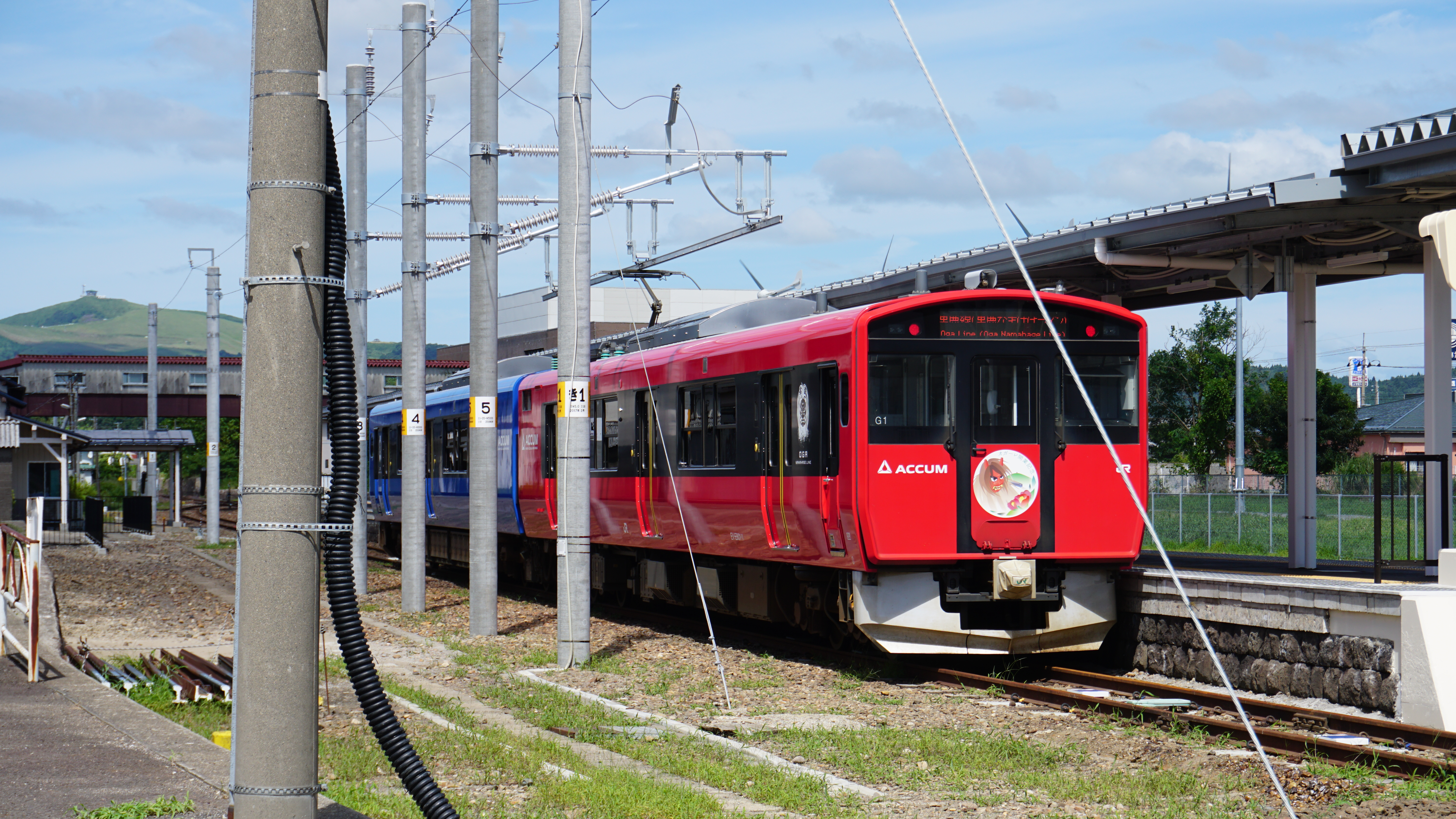
男鹿駅で給電するEV-E801系。男鹿駅ではCO_{2}フリーの電気が供給されている

2017年3月4日から、秋田 - 男鹿間で運行を開始した。電化区間の秋田 - 追分間は交流電化の奥羽本線を架線から交流20,000 V・50 Hzからの電力を使用して交流形電車として走行するが、蓄電池の充電率が低い場合には、走行・惰行時や駅での停車時でも架線からの電気により蓄電池への充電を行う。非電化区間の追分駅 - 男鹿駅間はパンタグラフを下して収納した後、主回路用蓄電池からの電力を使用して蓄電池電車として走行する。男鹿駅では電力会社から配電線を介して交流三相6,600 V・50 Hzで受電した電力を、変電装置で交流単相20,000 V・50 Hzに昇圧して、それを剛体架線を介して車両に充電する地上充電設備があり、男鹿駅に到着後には、収納されたパンタグラフを上げて充電を開始する。充電完了後はパンタグラフを下げて収納した後、折り返し非電化区間を蓄電池電車として走行し、追分駅に到着後、収納されたパンタグラフを上げて電化区間の秋田駅 - 追分駅を交流形電車として走行する。
導入以降1編成のみでの運用であったが、2021年3月13日のダイヤ改正に合わせて5編成が追加投入され、男鹿線用のキハ40形およびキハ48形を置き換えて本系列に統一されている。

## 車歴表
- 製造：日立…日立製作所
- 配置：秋田… 秋田総合車両センター南秋田センター

### JR東日本
1. 1 2  『2021年3月ダイヤ改正について』（PDF）（プレスリリース）東日本旅客鉄道秋田支社、2020年12月18日。オリジナルの2020年12月18日時点におけるアーカイブ。2020年12月18日閲覧。
2. ↑  『JR秋田下浜風力発電所を活用した「CO2フリー電気」使用開始について 〜鉄道事業のCO2排出量削減に向けた取組み〜』（PDF）（プレスリリース）東日本旅客鉄道、2019年7月1日。オリジナルの2020年8月23日時点におけるアーカイブ。2020年8月23日閲覧。
3. ↑  『交流蓄電池電車「ACCUM」EV-E801系営業運転開始!』（PDF）（プレスリリース）東日本旅客鉄道秋田支社、2017年2月17日。オリジナルの2018年1月9日時点におけるアーカイブ。2020年6月9日閲覧。
4. ↑  『男鹿線へ交流蓄電池電車ACCUM「EV-E801系」を追加投入します』（PDF）（プレスリリース）東日本旅客鉄道秋田支社、2019年12月3日。オリジナルの2020年5月18日時点におけるアーカイブ。2020年6月9日閲覧。